# 9 Dywizja Strzelców Spadochronowych (III Rzesza)
9 Dywizja Strzelców Spadochronowych (niem. 9. Fallschirm-Jäger-Division) – niemiecka dywizja strzelców spadochronowych z okresu II wojny światowej. Była to dywizja spadochronowa tylko z nazwy, składała się z personelu jednostek tyłowych Luftwaffe.

## Historia
9 Dywizja Spadochronowa została sformowana w grudniu 1944 roku w rejonie Szczecina. Walczyła na froncie wschodnim w okolicach Stargardu oraz nad Odrą. Część dywizji brała udział w walkach w rejonie Wrocławia. Rozbita w okolicach Berlina na przełomie kwietnia i maja 1945 roku.

## Dowódcy dywizji
- Generalleutnant Gustav Wilke (grudzień 1944 - 2 marca 1945)
- General der Fallschirmtruppe Bruno Bräuer (2 marca 1945 - 18 kwietnia 1945)
- Oberst Harry Herrmann (19 kwietnia 1945 - 2 maja 1945)